# Obaga de Toà
L'Obaga de Toà, o Obac de Toà, és una extensa obaga del terme municipal d'Abella de la Conca, a la comarca del Pallars Jussà.
Està situada en el vessant oriental de la Serra de Monteguida, per damunt i a ponent de Casa Sarró, la Borda del Miquelet i la Borda del Cuquerlo. Conforma tot el pendís de la dreta del barranc de Caborriu.
Comprèn les parcel·les 250 a 253, 255 a 258, 264 a 265, 268 a 273, 282 a 284, 286, 292 a 298 i 352 del polígon 4 d'Abella de la Conca; consta de 108,6442 hectàrees de pastures, matolls i bosquina i moltes zones de pineda apta per a fusta. En el registre del Cadastre apareix inscrit com a Obac de Toha.

## Etimologia
Deu el nom a la seva ancestral pertinença a Casa Toà.